# NGC 4895
NGC 4895 é uma galáxia lenticular (S0) localizada na direcção da constelação de Coma Berenices. Possui uma declinação de +28° 12' 06" e uma ascensão recta de 13 horas, 00 minutos e 18,0 segundos.
A galáxia NGC 4895 foi descoberta em 5 de Maio de 1864 por Heinrich Louis d'Arrest.